# Shirley Etienne
Pour les articles homonymes, voir Etienne.
Shirley Etienne est une joueuse de badminton seychelloise.

## Palmarès

### Championnats d'Afrique
- Championnats d'Afrique de badminton 2004 à Rose Hill
  -  Médaille de bronze en double dames avec Juliette Ah-Wan
  -  Médaille de bronze en équipe mixte

### Jeux africains
- Jeux africains de 2003 à Abuja
  -  Médaille de bronze en double dames avec Juliette Ah-Wan
  -  Médaille de bronze en équipe mixte